# Jakob De la Gardie

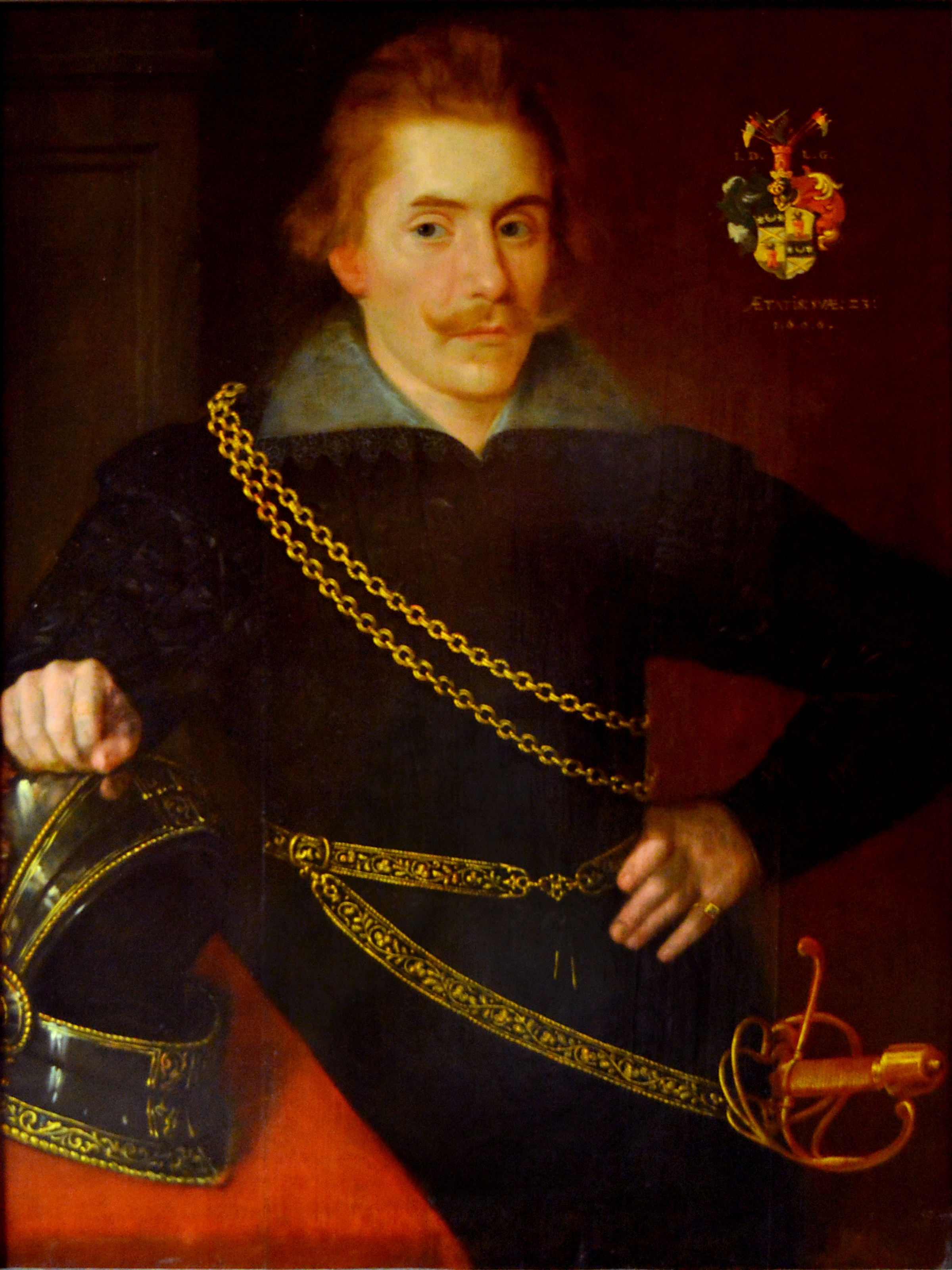
Jakob De la Gardie, 1606

Jakob Pontusson De la Gardie (Tallinn, 1583 – Stockholm, 1652) was een Zweedse graaf, veldmaarschalk en staatsman. Hij speelde een belangrijke rol in de Ingrische Oorlog en de Pools-Zweedse Oorlogen. De Finse stad Jakobstad is naar hem vernoemd.
De la Gardie was een zoon van Pontus De la Gardie, een Franse edelman en huursoldaat in dienst van Zweden, en Sofia Gyllenhielm, een buitenechtelijke dochter van koning Johan III van Zweden. Zijn moeder stierf bij zijn geboorte en zijn vader overleed twee jaar later. Hierna werd hij in Finland opgevoed door zijn grootmoeder.

## Militaire carrière
Tussen 1606 en 1608 diende De la Gardie in de Tachtigjarige Oorlog onder prins Maurits van Oranje. Toen hij hierna Zweeds militair leider werd, introduceerde hij de Nederlandse manier van oorlog voeren in het Zweedse leger.
De la Gardie speelde een belangrijke rol tijdens de Ingrische Oorlog tussen Zweden en Rusland, die onderdeel was van de Tijd der Troebelen in Rusland. Zweden had in 1609, tijdens de Pools-Moskovitische Oorlog, een bondgenootschap met Rusland gesloten. Koning Karel IX van Zweden stuurde een (voornamelijk Fins) expeditieleger onder bevel van De la Gardie naar Rusland om het fort Staraja Ladoga in te nemen. De la Gardie nam Ingermanland, Novgorod en Staraja Roessa in, en marcheerde vervolgens samen met Russische troepen naar Moskou om tsaar Vasili IV te ontzetten. Op weg naar Moskou braken ze het Poolse beleg van het belangrijke Troitse-Sergieva Lavra-klooster in Sergiev Posad. Op weg naar het eveneens belegerde Smolensk werden de verenigde Zweeds-Russische troepen compleet verslagen door de Polen in de Slag bij Kloesjino op 4 juli 1610. Het Zweedse expeditieleger van de la Gardie werd in de pan gehakt en de weinige overlevenden gaven zich over aan de Polen.
De la Gardie stond aan het hoofd van de Zweedse delegatie tijdens de vredesonderhandelingen die resulteerden in de Vrede van Stolbovo in februari 1617. Met dit verdrag kreeg Zweden Ingermanland en Oost-Karelië in handen. Hiermee verloor Rusland zijn toegang tot de Oostzee en werd de grondslag gelegd voor Zwedens "gouden eeuw" als Europese grootmacht.
Hij werd in 1620 benoemd tot riksmarsk (veldmaarschalk) en diende vanaf 1621 in de Pools–Zweedse Oorlogen. Hij was opperbevelhebber van de Zweedse troepen in de oorlog met Polen van 1626 tot 1628. De la Gardie was een voorstander van vrede met Polen en nam deel aan de onderhandelingen die leidden tot de Vrede van Stuhmsdorf in september 1635.

## Politieke carrière
De la Gardie werd in 1613 lid van de riksråd (staatsraad) van Zweden. Na de dood van koning Gustaaf II Adolf en opvolging door de minderjarige koningin Christina I in 1632 werd hij een van de vijf leden van de Zweedse regering die het land bestuurde totdat de koningin in 1644 de volwassenheid bereikte. Zijn vreedzame en pro-Franse en -Poolse houding bracht hem vaak in conflict met rijkskanselier Axel Oxenstierna. Na Oxenstierna's terugkeer naar Zweden in 1636 bedaarde het conflict en verbeterde de relatie tussen de twee mannen.
De la Gardie diende ook van 1622 tot 1628 als eerste gouverneur-generaal van Zweeds Lijfland, dat kort daarvoor op Polen veroverd was.

## Bezittingen

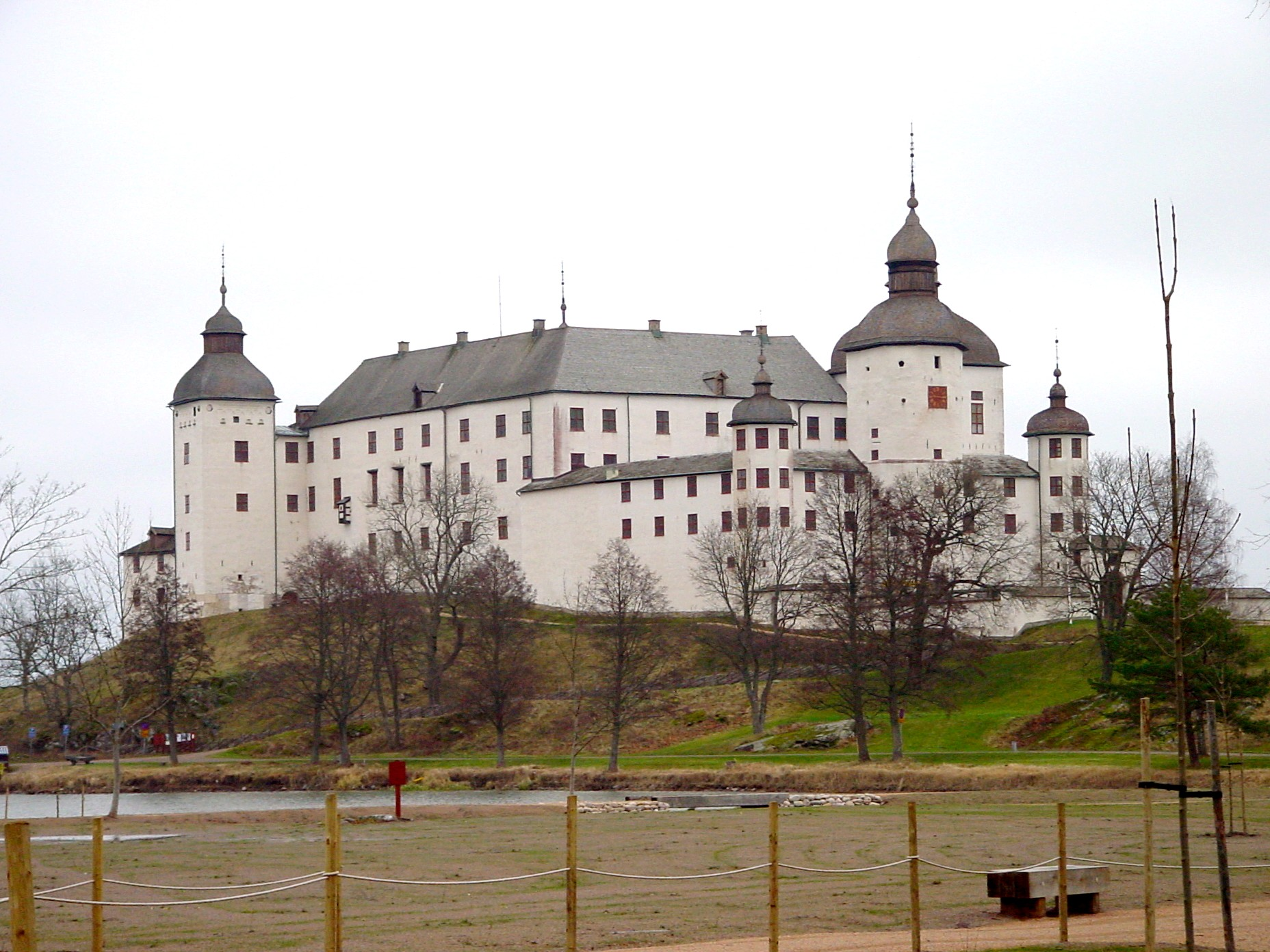
Kasteel Läckö

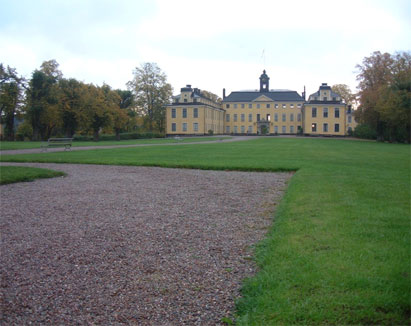
Slot Ulriksdal

De la Gardie werd in 1615 verheven tot graaf van Läckö, met een groot bijbehorend landgoed en kasteel. Kasteel Läckö, gelegen op een eiland in het Vänermeer, is nu een nationaal monument.
In 1626 kocht De la Gardie een landgoed met een middeleeuws kasteel in Haapsalu in Zweeds Estland.
Tussen 1635 en 1643 liet hij een groot en rijk versierd paleis in Stockholm bouwen, het de la Gardieska palatset (De la Gardische Paleis), in de volksmond Makalös genoemd. Het gebouw deed later dienst als het Koninklijk Dramatisch Theater. Nadat een brand in 1825 het paleis verwoestte, werd het afgebroken.
In de periode 1639-1644 liet hij ten noorden van Stockholm Slot Ulriksdal bouwen. Dit huis, oorspronkelijk Jakobsdal genoemd, is nu een koninklijk paleis.

## Familie
Jakob De la Gardie trouwde in 1618 met Ebba Brahe, een Zweedse hofdame en minnares van de Zweedse kroonprins, de latere koning Gustaaf II Adolf. Na haar huwelijk met De la Gardie ging de relatie tussen Brahe en Gustaaf II Adolf in het geheim door tot de dood van de koning in 1632.
De la Gardie en Edda Brahe kregen 14 kinderen, van wie er zes tot in volwassenheid overleefden:
1. Magnus Gabriel De la Gardie (1622-1686), rijkskanselier van Zweden
2. Maria Sofia De la Gardie (Jakobsdotter) (1627-1694)
3. Jakob Kasimir De la Gardie (1629-1658)
4. Pontus Fredrik De la Gardie (1630-1692)
5. Christina Catharine de la Gardie (1632-1704), trouwde met veldmaarschalk en staatsman Gustaf Otto Stenbock, moeder van veldmaarschalk Magnus Stenbock
6. Axel Julius De la Gardie (1637-1710), veldmaarschalk en gouverneur-generaal van Zweeds Estland.